# Giuseppe Piazzi
Giuseppe Piazzi (ur. 16 lipca 1746 w Ponte in Valtellina, zm. 22 lipca 1826 w Neapolu) – astronom włoski, założyciel obserwatorium w Palermo, odkrywca pierwszego obiektu z głównego  pasa planetoid – planety karłowatej Ceres (w 1801 roku).

## Życiorys
W 1764 Piazzi wstąpił do zakonu teatynów w Mediolanie, by w 1779 zostać profesorem teologii w Rzymie. Od 1780 wykładał matematykę wyższą w Akademii w Palermo. Wkrótce uzyskał od wicekróla Sycylii fundusze na budowę obserwatorium astronomicznego. W celu zdobycia doświadczenia oraz niezbędnego sprzętu udał się do Francji oraz Anglii, gdzie współpracował z takimi naukowcami, jak William Herschel, Nevil Maskelyne, Jérôme Lalande, czy konstruktor przyrządów astronomicznych Jesse Ramsde. Piazzi pozyskał między innymi koło wertykalne oraz instrument przejściowy, które w 1789 umieszczono na szczycie wieży królewskiego pałacu w Palermo.
Obserwacje rozpoczął w maju 1791; pierwsze raporty opublikowano na początku 1792. Było to wówczas najbardziej wysunięte na południe obserwatorium w Europie, a zatem umożliwiało obserwacje rejonów nieba niedostępnych nigdzie indziej. Początkowo Piazzi zajmował się pomiarami nachylenia ekliptyki, paralaks gwiazd, aberracji światła oraz długości roku tropicznego. Rozpoczął prace nad własnym katalogiem gwiazd. W 1803 opublikował listę 6748 gwiazd (Praecipuarum stellarum inerrantium positiones mediae ineunte saeculo decimonono ex observationibus habitis in specula panoramitana ab anno 1792 ad annum 1802), a w 1814 uzupełnił ją katalogiem kolejnych 7646 obiektów. Obydwie prace zostały nagrodzone przez Instytut Francuski.

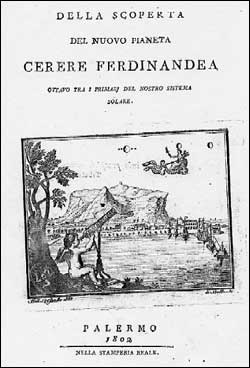
Strona tytułowa książki Piazziego Della scoperta del nuovo pianeta Cerere Ferdinandea, ottavo tra i primarj del nostro sistema solare ("Na odkrycie planety Ceres Ferdinandea, ósmej ze znanych w naszym systemie słonecznym"), opisującej odkrycie Ceres, 1802

Podczas obserwacji nieba w nocy na przełomie 1800 i 1801 roku, Piazzi dostrzegł w gwiazdozbiorze Byka obiekt, którego nie było na żadnej mapie. Początkowo uznał go za nieznaną dotąd gwiazdę, jednak w ciągu kolejnych nocy obiekt przemieścił się na tle gwiazd. Piazzi nabrał przekonania, że ma do czynienia z planetą. Mimo to, 24 stycznia przezornie ogłosił odkrycie jako kometę, a swe przypuszczenia zawarł w liście do przyjaciela, także astronoma Barnaby Orianiego. Nie był w stanie obserwować obiektu wystarczająco długo (11 lutego zniknął w blasku Słońca), aby wyznaczyć jego orbitę znanymi wówczas metodami. Pełny opis obserwacji wysłał do Orianiego, Bodego i Lalande'a. Pomocna okazała się wynaleziona przez młodego matematyka Carla Gaussa metoda wyznaczania orbity na podstawie trzech obserwacji. Gauss przesłał swoje wyliczenia do barona von Zacha, który 31 grudnia 1801 odnalazł zagubiony obiekt. Stało się jasne, że w niczym nie przypomina on komety, ale raczej małą planetę. Dodatkowo znajdował się on niemal dokładnie tam, gdzie położenie planety przewidywała reguła Titiusa-Bodego. Ceres otrzymała własny symbol  i znajdowała się jako planeta w astronomicznych publikacjach przez kolejne pół wieku. Okazało się jednak, że podobnych obiektów jest bardzo wiele, a ich niewielkie rozmiary sprawiają, że nawet przez duże teleskopy nie różnią się zbytnio od gwiazd. William Herschel jako pierwszy określił je mianem asteroid (gwiazdo-podobnych).
Piazzi nazwał obiekt Ceres Ferdinandea od imienia rzymskiej bogini urodzaju, oraz króla Neapolu i Sycylii Ferdynanda IV. Drugi człon został później porzucony ze względów politycznych. Dla uczczenia odkrycia król postanowił wybić złoty medal z podobizną astronoma, ten jednak poprosił, by zamiast tego zakupić dla obserwatorium nowy teleskop z montażem równikowym. Ceres okazała się być pierwszą odkrytą, a zarazem największą z setek tysięcy planetoid (obecnie: planeta karłowata) krążących w obrębie głównego pasa planetoid pomiędzy orbitami Marsa i Jowisza.
W kolejnych latach Piazzi zajmował się m.in. reformą sycylijskiego systemu metrycznego (1812). Był członkiem wielu towarzystw naukowych w całej Europie.

## Upamiętnienie
W 1923 na jego cześć nazwano tysięczną planetoidę (1000) Piazzia. Nazwisko astronoma nosi również krater na Księżycu.